# Abignente
Abignente ist ein historisches Motorrad, das nur zwischen 1926 und 1929 in Italien produziert wurde. Es war mit einem Zweitaktmotor mit 345 cm³ Hubraum ausgestattet. Weitere Angaben sind nicht bekannt.